# هوریشا آلتونا
هوریشا آلتونا (انگلیسی: Horacio Altuna؛ زادهٔ ۲۴ نوامبر ۱۹۴۱) نقاش اهل آرژانتین است.